# Starci (Aleksandrovac)
Pour les articles homonymes, voir Starci.
Starci (en serbe cyrillique : Старци) est un village de Serbie situé dans la municipalité d'Aleksandrovac, district de Rasina. Au recensement de 2011, il comptait 41 habitants.

## Démographie
| 1948 | 1953 | 1961 | 1971 | 1981 | 1991 | 2002 | 2011 |
| ---- | ---- | ---- | ---- | ---- | ---- | ---- | ---- |
| 103  | 90   | 92   | 74   | 74   | 69   | 53   | 41   |

|  |